# Leucoma cygna
Leucoma cygna är en fjärilsart som beskrevs av Moore 1877. Leucoma cygna ingår i släktet Leucoma och familjen tofsspinnare. Inga underarter finns listade i Catalogue of Life.